# Zloćudovo
Zloćudovo (izvirno srbsko Злоћудово) je naselje v Srbiji, ki upravno spada pod Mesto Leskovac; slednja pa je del Jablaniškega upravnega okraja.

## Demografija
V naselju živi 212 polnoletnih prebivalcev, pri čemer je njihova povprečna starost 38,9 let (37,6 pri moških in 40,2 pri ženskah). Naselje ima 54 gospodinjstev, pri čemer je povprečno število članov na gospodinjstvo 5,02.
To naselje je popolnoma srbsko (glede na rezultate popisa iz leta 2002), a v času zadnjih 3 popisov je opazen porast števila prebivalcev.
|  |

| Demografija | Demografija     | Demografija     |
| Leto        | Št. prebivalcev | Št. prebivalcev |
| ----------- | --------------- | --------------- |
|             |                 |                 |
|             |                 |                 |
|             |                 |                 |
|             |                 |                 |
| 1948        | 199             |                 |
| 1953        | 207             |                 |
| 1961        | 236             |                 |
| 1971        | 242             |                 |
| 1981        | 259             |                 |
| 1991        | 260             | 255             |
| 2002        | 280             | 271             |
|             |                 |                 |

| Etnična sestava po popisu iz leta 2002 | Etnična sestava po popisu iz leta 2002 | Etnična sestava po popisu iz leta 2002 | Etnična sestava po popisu iz leta 2002 | Etnična sestava po popisu iz leta 2002 |
| -------------------------------------- | -------------------------------------- | -------------------------------------- | -------------------------------------- | -------------------------------------- |
| Srbi                                   | Srbi                                   |                                        | 271                                    | 100,0%                                 |
| Neznano                                | Neznano                                |                                        | 0                                      | 0,0%                                   |